# Lobsang Namgyal
Kuten
Lobsang Sonam Lobsang Jigmé
Lobsang Namgyal né en 1894 au village de Denbag et mort le 11 juin 1945 à Lhassa est le médium de l'oracle de Nechung, l'oracle d'État du Tibet, le 15e Kuten.

## Biographie
Lobsang Namgyal est né au village de Denbag au Tibet en 1894.
Il devint moine et appartint à l'administration du gouvernement tibétain. En février-mars 1936, Tenzing Paljor, le kuten de Gadong à qui on demandait qui était le kuten de Nechung déclara qu'il était originaire du village de Denbag, remettant une khata à Lobsang Namgyal qui connut sa première transe et se réfugia dans une partie du temple abritant le stupa funéraire du 9e dalaï-lama. À nouveau en transe, l'oracle de Gadong prit Réting Rinpoché et Lobsang Namgyal par la main, et les réunit avant de s'évanouir, tout comme Lobsang Namgyal, laissant entendre que Nechung revenait pour aider à la recherche de la réincarnation du 13e dalaï-lama. Cette même année, Réting Rinpoché et Lobsang Namgyal se rendirent au monastère de Samyé y faire des offrandes. 
Lobsang Namgyal participa à la recherche du 14e dalaï-lama, l'oracle demandant que trois équipes soient envoyées respectivement au Tibet central, dans l'Amdo et dans le Kham.
La découverte du 14e dalaï-lama se produit peu après en février 1937 et la réincarnation fut confirmée par Lobsang Namgyal.